# Национални институт за статистику и економска истраживања
Национални институт за статистику и економска истраживања (фр. Institut National de la Statistique et des Études Économiques, INSEE) француски је национални институт за економске и статистичке студије. Сакупља и објављује информације о француској економији и друштву, периодично организује попис становништва, објављује податаке о инфлацији. Налази се у Паризу. Део је Еуростата. Основан 1946. 
Припада Министарству привреде. Тренутни директор је Жан Мишел Шарпен (фр. Jean-Michel Charpin).

## Бројеви и шифре ИНСЕЕ
ИНСЕЕ додељује шифре административним јединицама (не подударају се са поштанским бројевима). Периодично се мењају услед сједињавања општина или промене њихових назива. 
Ова институција такође додељује матичне бројеве грађанима. Сваки матични број се састоји од 13+2 цифре у облику пггмм/////ооо кк
- п је пол. 1 је за мушкарце а 2 за жене.
- гг су последње две цифре године рођења.
- мм је месец рођења.
- ///// је петоцифрена скраћена шифра општине у којој је особа рођена.
- ооо је број по ком ће се разликовати особе рођене у истом месту, исте године и месеца.
- кк је контролни број